# Francesca Cipriani

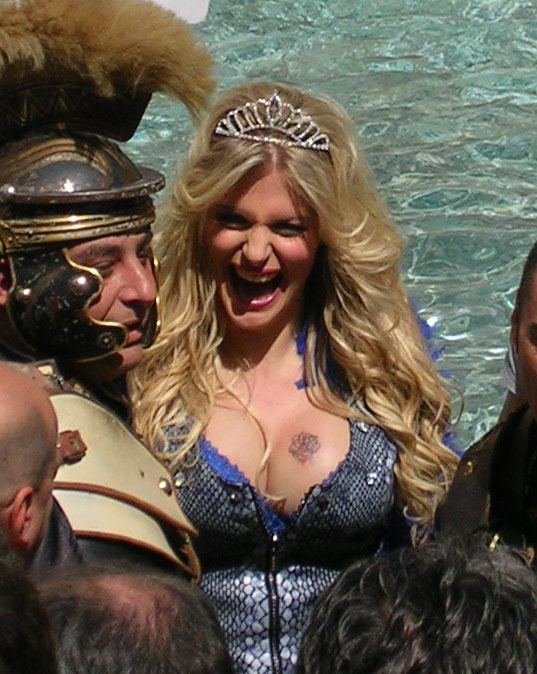
Francesca Cipriani, 2010

Francesca Cipriani D'Altorio (Popoli, 3 de Julho de 1984) é uma apresentadora de televisão, modelo e atriz italiana. 
Além participações no cinema, Francesca se voltaria para uma prolífica carreira televisiva, participando de diversos programas na televisão italiana.

## Biografia
Seus primeiros passos na televisão italiana remontam a 2005: de fato, naquele ano fez sua estreia.
Em 2006 ficou conhecida por participar como concorrente na sexta edição do reality show Big Brother Italia 6 no Canal 5. Como resultado dessa experiência, nos anos seguintes foi chamada a ser comentarista em diversos programas televisivos nacionais.
Entre 2006 e 2007 foi apresentadora do programa semanal Show television na Sky. Em 2007 também atuou como uma atriz na transmissão satírica - notícias show "Tg Show" na Sky, e no mesmo ano participou (na seção de tempo) do noticiário satírico no Quasi Tg, do Comedy Central (Sky).
Em 2008 foi co-anfitriã do Qui studio a voi stadio, programa de esportes da Telelombardia, e já atuou no Canale 5 "Finalmente soli", o telefilm de Rai 2 "Piloti" e a comédia de Itália 1 "Medici Miei". Em 2009, se juntou ao cast de "Domenica Cinque" como enviada.
Em 2010 pouco depois de sua estreia no cinema com o filme Un presidente neomelodico, participou do reality show La pupa e il secchione - il ritorno como concorrente no reality show da Itália 1 "La pupa e il secchione - il ritorno", vencendo a competição.
Depois de atuar com Alvaro Vitali em Vacanze a Gallipoli no como co protagonista feminina no filme, no verão participou no programa "Mitici 80", no outono de 2010 participou, juntamente com os outros concorrentes do reality show, do programa "Colorado", também na Itália 1.
No inverno de 2011 se juntou com Enrico Papi no game show Trasformat' da Itália 1. Em dezembro do mesmo ano, participou de o Kalispera!, programa de Alfonso Signorini no Canale 5. Desde 26 de agosto de 2012, Francesca Cipriani tornou-se uma das condutoras do novo canal de televisão Vero TV.

## Carreira

### Cinema
- Un neomelodico presidente, regia di Alfonso Ciccarelli (2010)
- Vacanze a Gallipoli, regia di Tony Greco (2010)

### Televisão
- Grande Fratello (2006)
- Show television (2006-2007)
- Tg Show (2007)
- Quasi TG (2007)
- Qui studio a voi stadio (2008)
- Piloti – série de televisão (2008)
- Medici miei – serie TV (2008)
- Finalmente a casa, direção de Gianfrancesco Lazotti – filme para a televisão (2008)
- Domenica cinque (2009)
- Fratelli Benvenuti – serie TV (2010)
- La pupa e il secchione - Il ritorno (2010)
- Colorado (2010)
- Trasformat (2011)
- Kalispéra! (2011)